# Tachyagetes
Tachyagetes is een geslacht van vliesvleugelige insecten van de familie spinnendoders (Pompilidae).

## Soorten
- T. aegyptiacus Priesner, 1955
- T. aemulans (Haupt, 1928)
- T. aeratus Priesner, 1955
- T. affinis Wolf, 1987
- T. alicantus Wolf, 1987
- T. argentatus Haupt, 1930
- T. canariensis Wolf, 1975
- T. cinerascens (Saunders, 1901)
- T. dudichi Moczar, 1944
- T. filicornis (Tournier, 1889)
- T. furvescens Wahis, 1970
- T. grandis (Tournier, 1889)

- T. hispanicus Wolf, 1987
- T. iberomaculatus Wolf, 1975
- T. immaculatus Wolf, 1975
- T. kusdasi Priesner, 1965
- T. lanuginosus Wolf, 1988
- T. lanzarotus Wolf, 1993
- T. leucocnemis Haupt, 1930
- T. maculatus Nouvel & Ribaut, 1959
- T. maspalomus Wolf, 1978
- T. navalperalus Wolf, 1987
- T. provencalis Wolf, 1986
- T. tenerifensis Wolf, 1975